# BMW X3
BMW X3는 독일의 자동차 회사인 BMW가 생산/판매하는 중형 SUV이다.

## 1세대(E83)

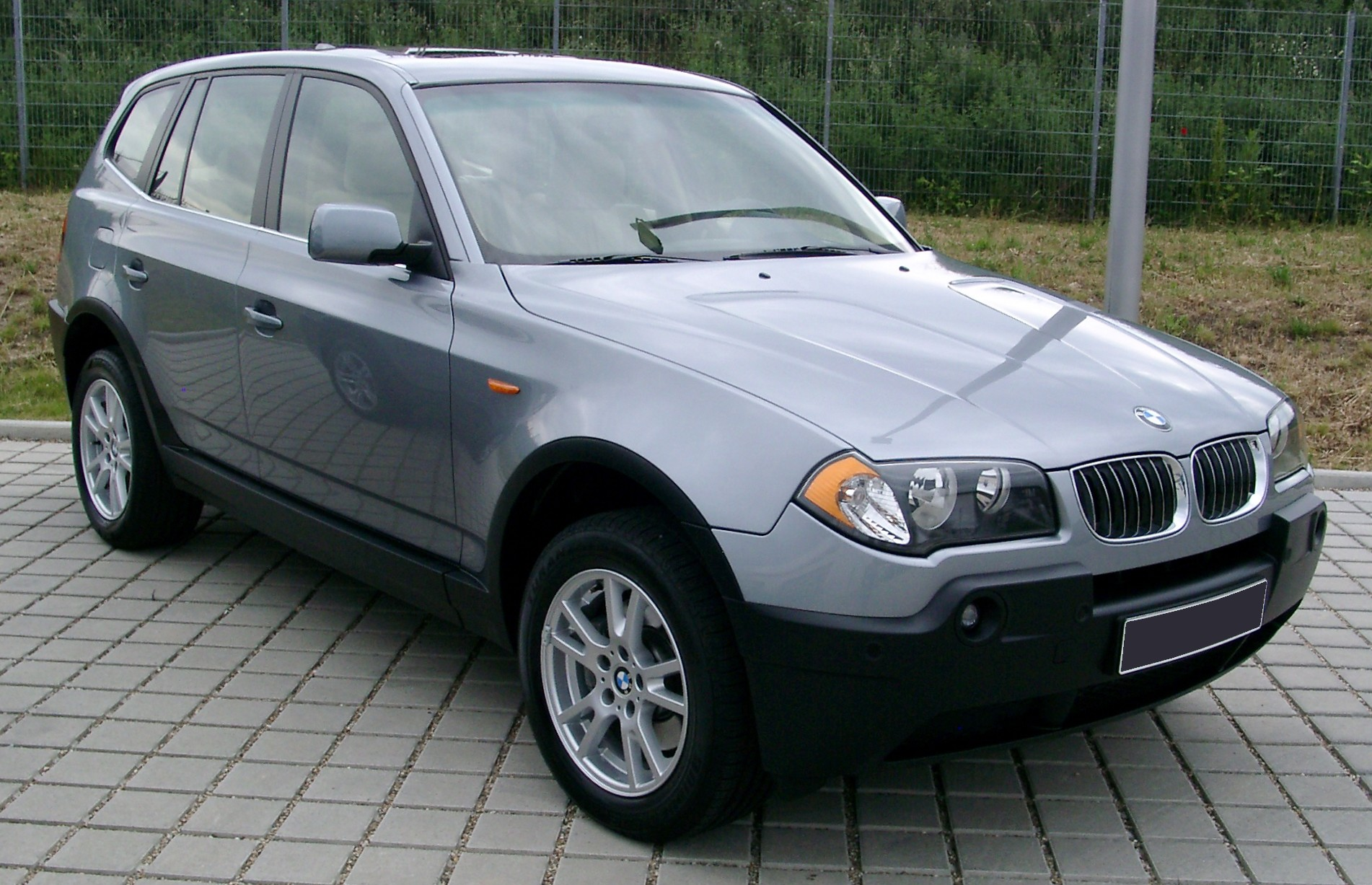
BMW X3(전기형) 정측면

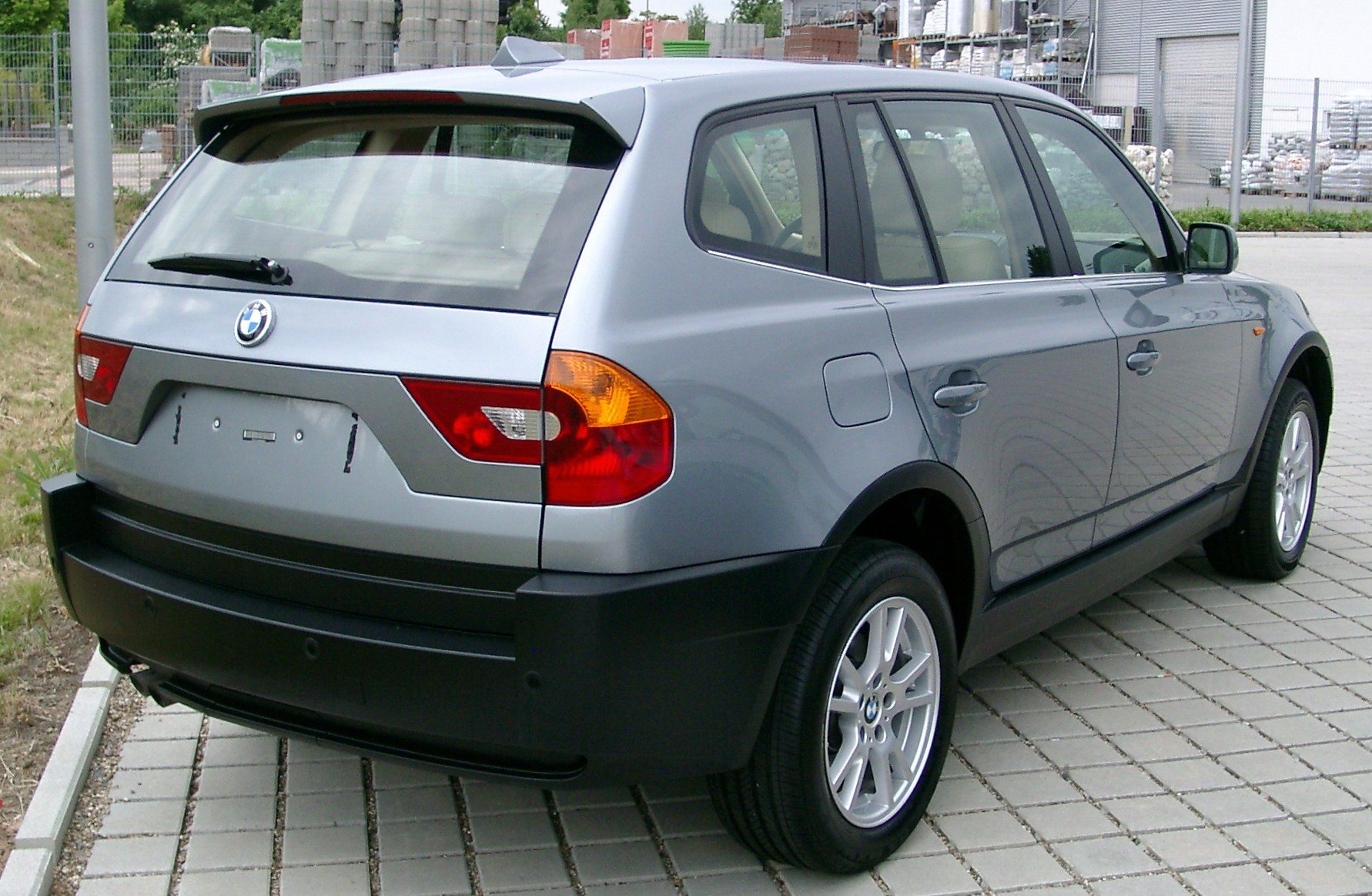
BMW X3(전기형) 후측면

2003년 1월에 3 시리즈 플랫폼을 기반으로 한 x액티비티라는 컨셉트 카가 출품되었고, 양산형은 같은 해 9월에 프랑크푸르트 국제 모터쇼에서 공개 후 출시되었다. 지난 1999년에 출시된 X5가 성공을 거둔 뒤, 컴팩트 럭셔리 크로스 오버 SUV의 분야에도 진출하기 위해 기획되었다. BMW는 X 브랜드를 상표 등록했으며, SAV(Sports Activity Vehicle)라는 신조어를 사용함으로써, 이미 출시된 X5과 함께 "BMW가 발안한 완전히 새로운 카테고리 자동차입니다."라고 주장했다. 대한민국에서는 2004년 5월부터 공식 수입되었고, 2005년 11월에 M-Sport 패키지를 옵션으로 추가되었다. 2006년 9월에 페이스 리프트를 거쳐 전조등, 그릴, 후미등, 뒷범퍼, 내부 모습이 조금 바뀌었다. 2008년 11월에는 2.5si와 3.0si는 각각 xDrive25i, xDrive30i로 개명되었다. 1세대는 오스트리아 마그나 슈타이어에서 생산되었다.

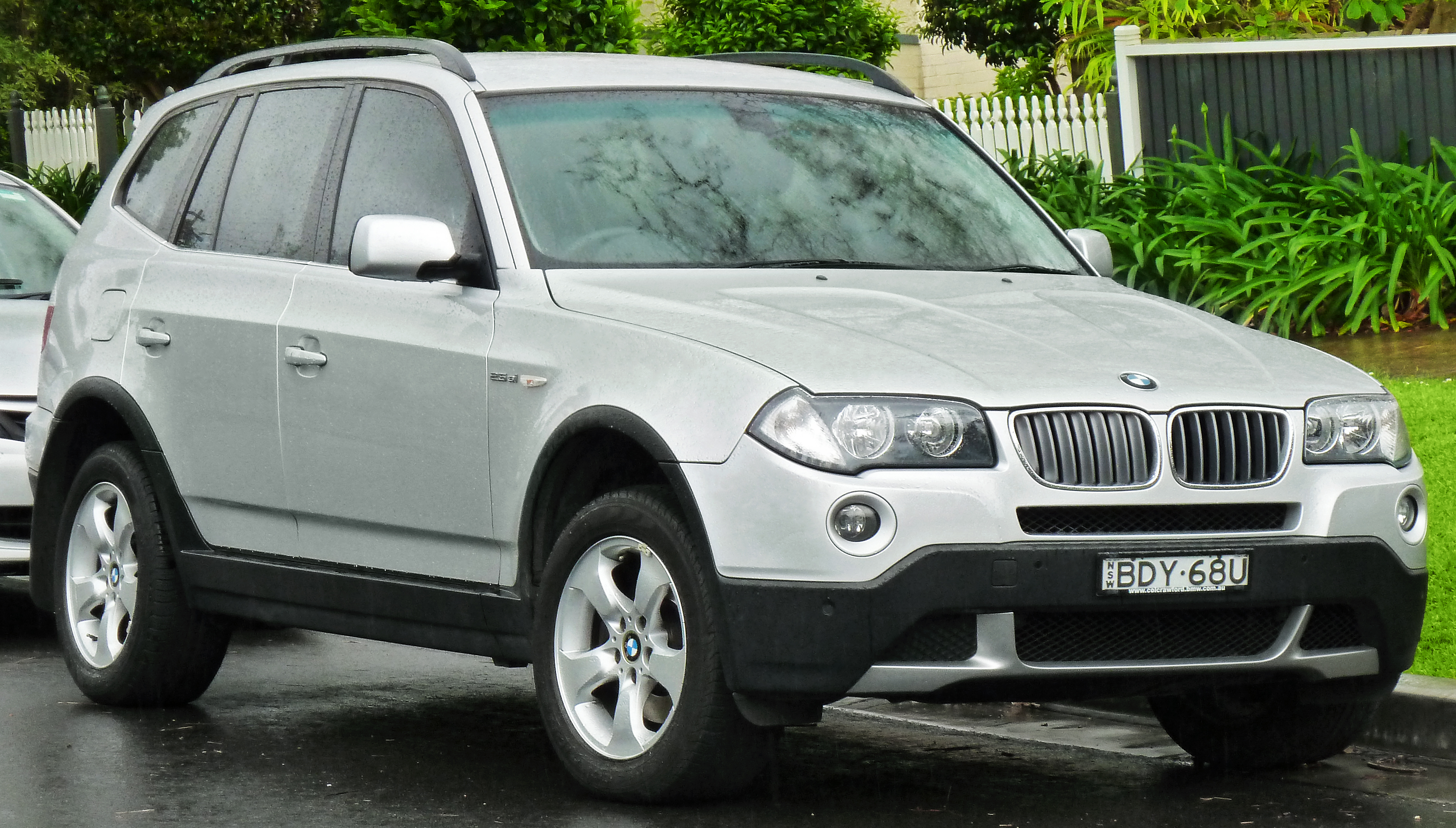
BMW X3(후기형) 정측면
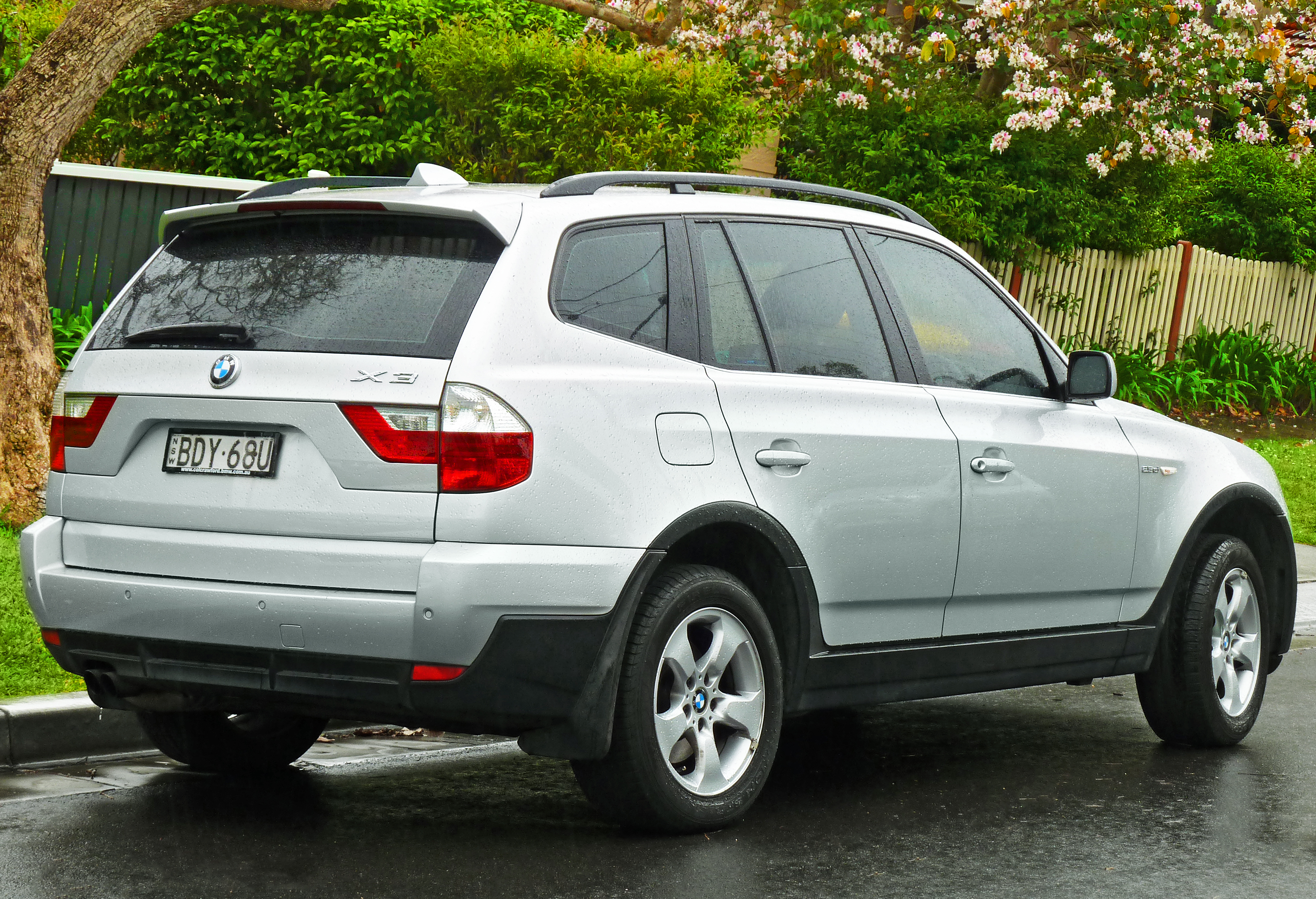
BMW X3(후기형) 후측면

## 2세대(F25)

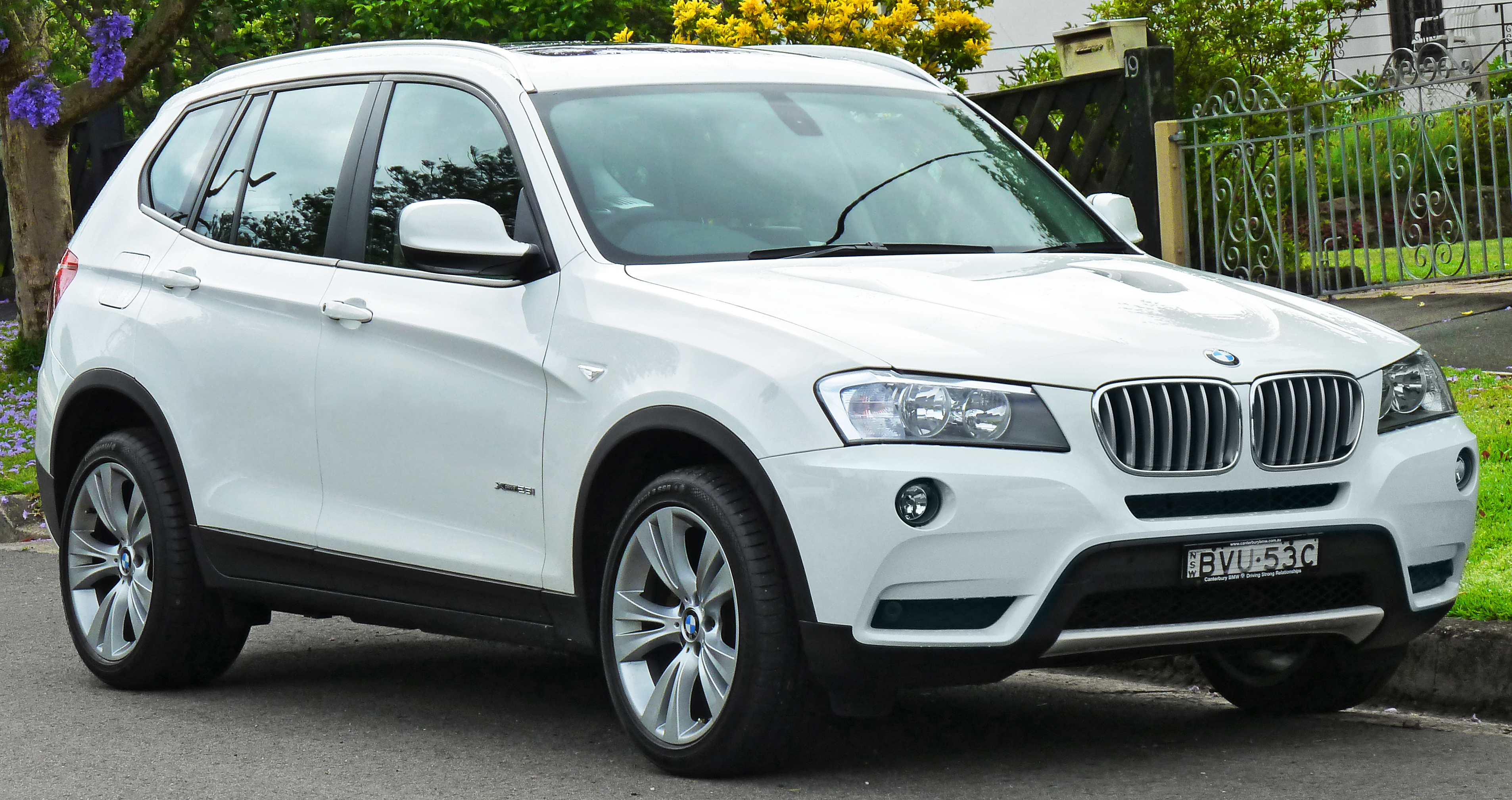
BMW X3(전기형) 정측면

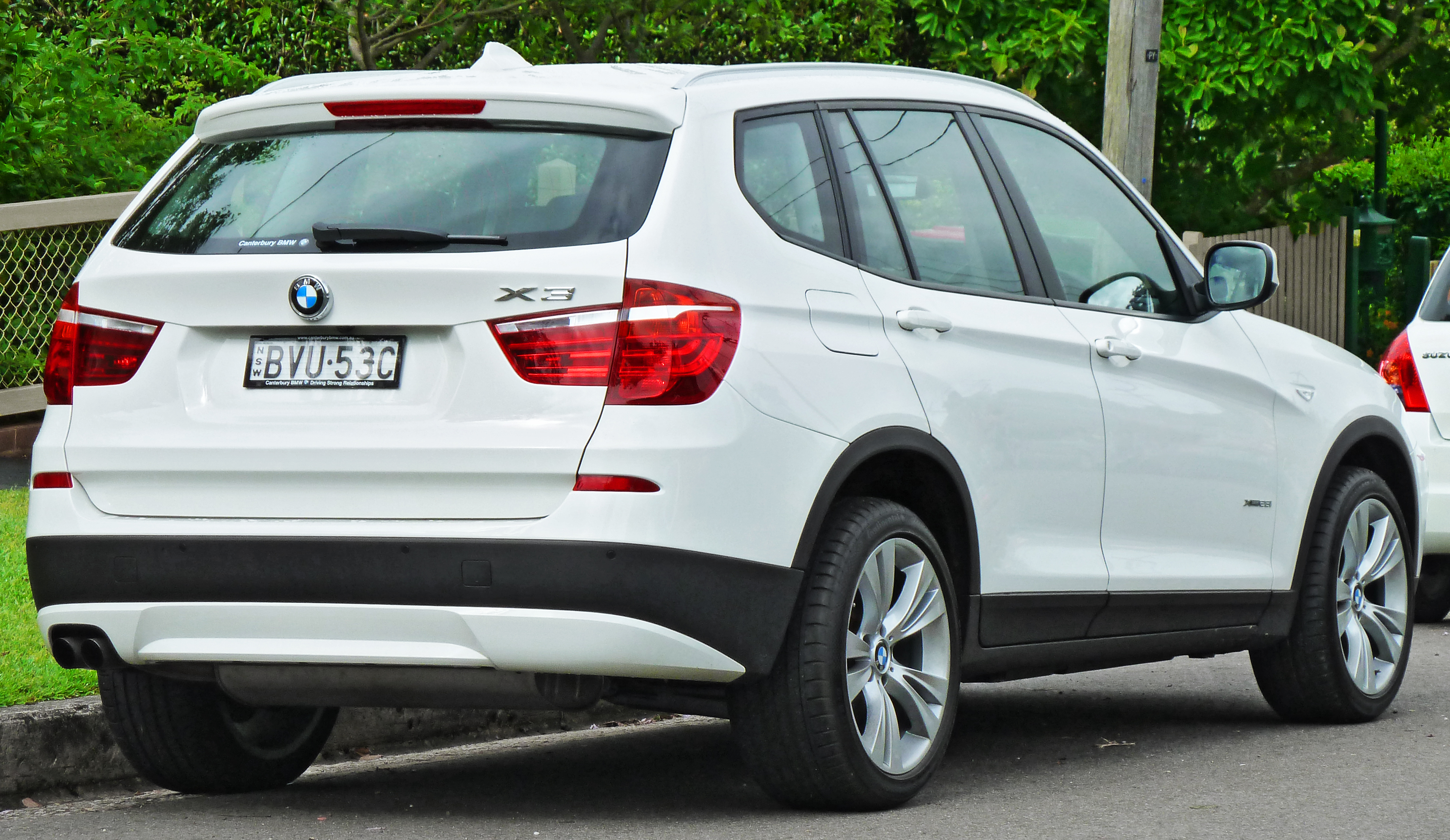
BMW X3(전기형) 후측면

2010년 7월 14일에 2세대(F25) X3가 발표되었고, 같은 해 11월 20일에 출시되었다. 이미 하급 차종인 X1이 출시되면서 1세대(E83)에 비해 1세대(E53) X5만큼 커졌다. 또한 주요 생산지는 미국 남부 캘리포니아의 그리어로 옮겨졌다. 초기에는 xDrive28i과 xDrive35i, xDrive20d만 있었지만, 2011년에 xDrive20i, xDrive30d, xDrive35d가 추가되면서 선택의 폭을 넓혔다. 2012년 5월 22일에 xDrive28i의 엔진이 직렬 6기통 3.0L 자연 흡기 방식에서 직렬 4기통 2.0L 직분사 트윈 스크롤 터보 엔진으로 변경되었다. 또한 모든 등급에 ECO PRO 모드와 퍼포먼스 컨트롤이 추가되었다. 그 해 9월 24일에는 클린 디젤 엔진을 탑재한 xDrive20d 블루 퍼포먼스가 추가되었다. 2014년 3월 제네바 모터쇼에서 페이스 리프트 모델이 발표되었고, 같은 해 5월에 페이스 리프트를 거쳐 헤드라이트에 앞트임이 추가되었다.

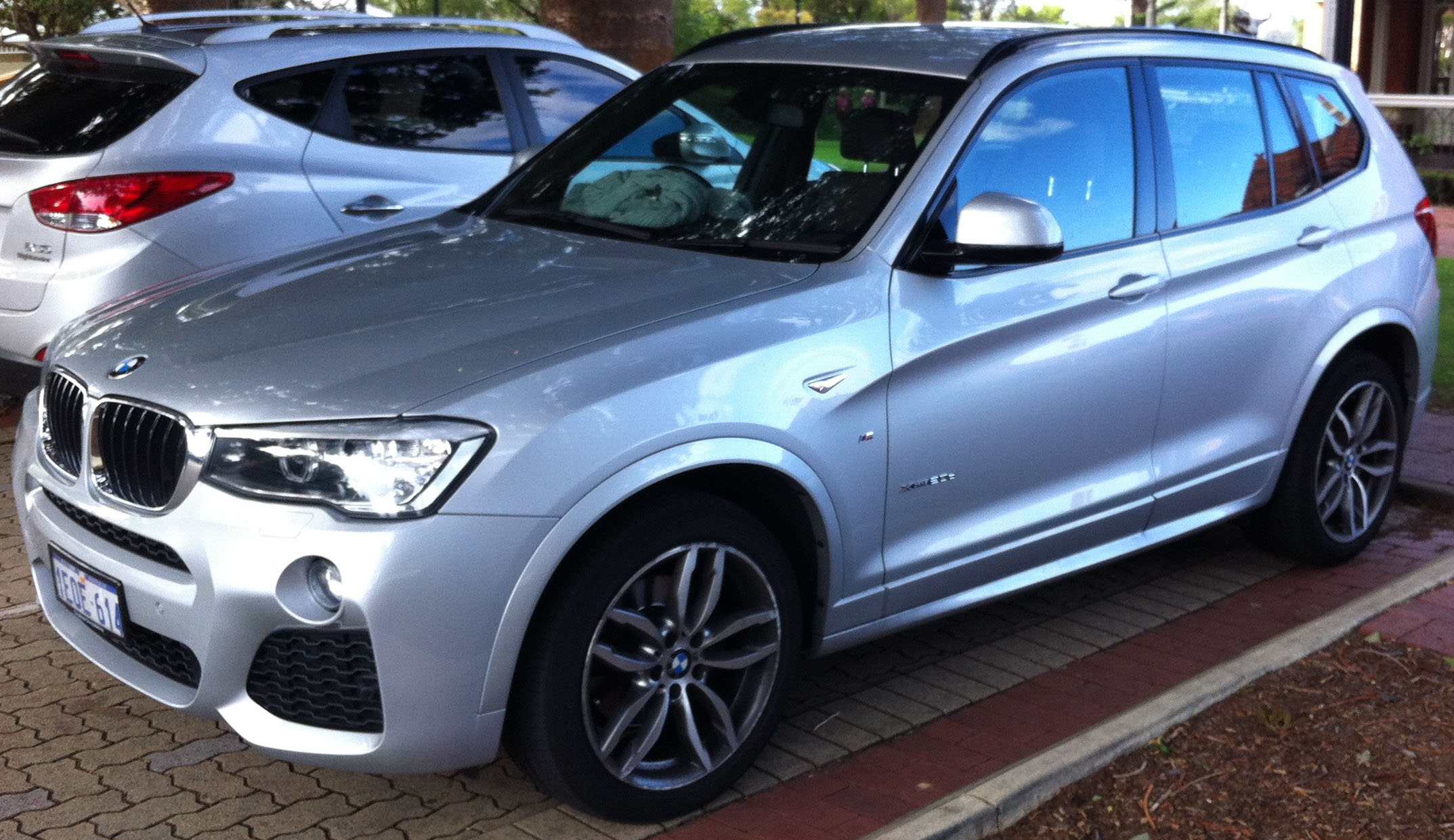
BMW X3(후기형) 정측면
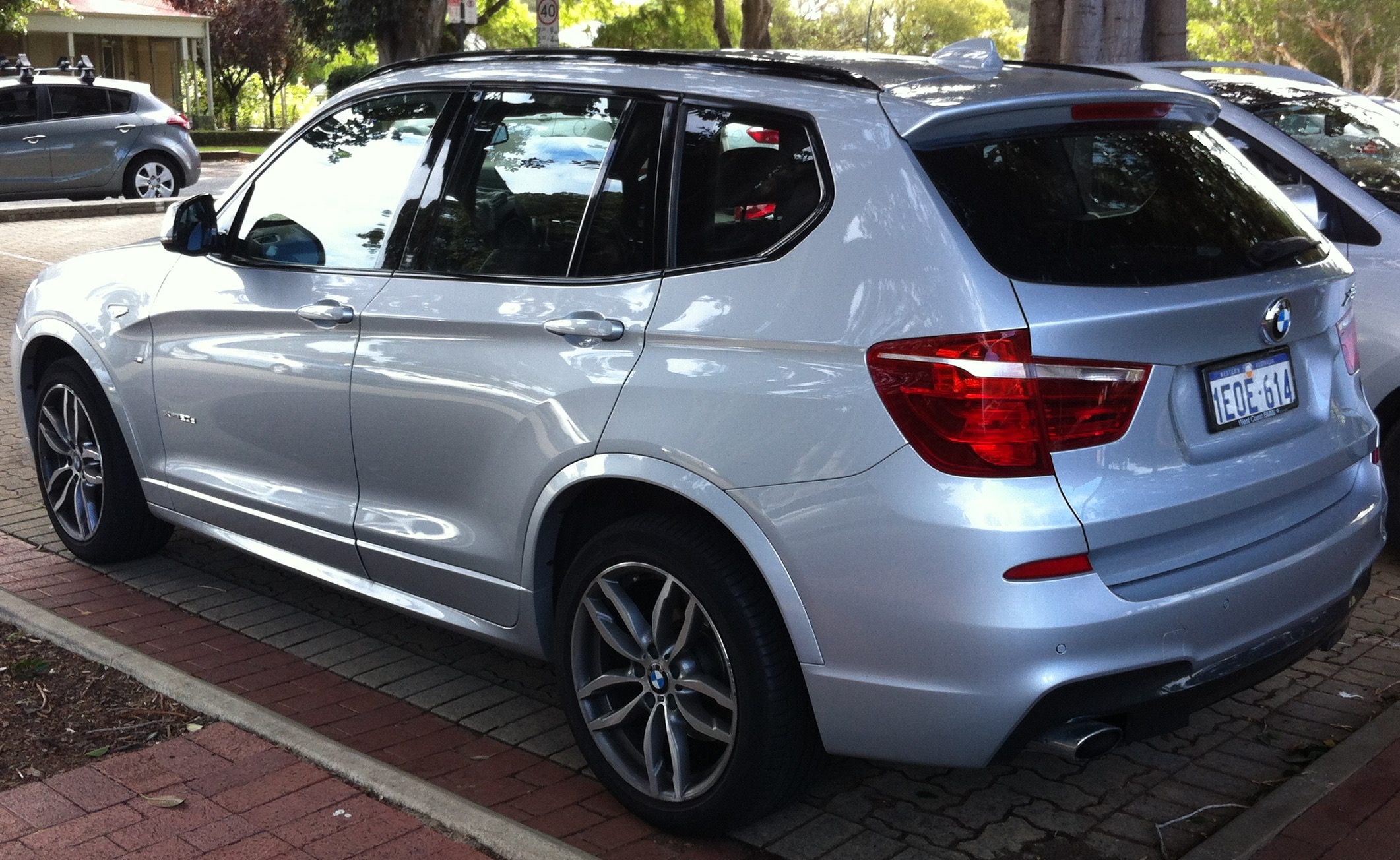
BMW X3(후기형) 정측면

## 3세대(G01)

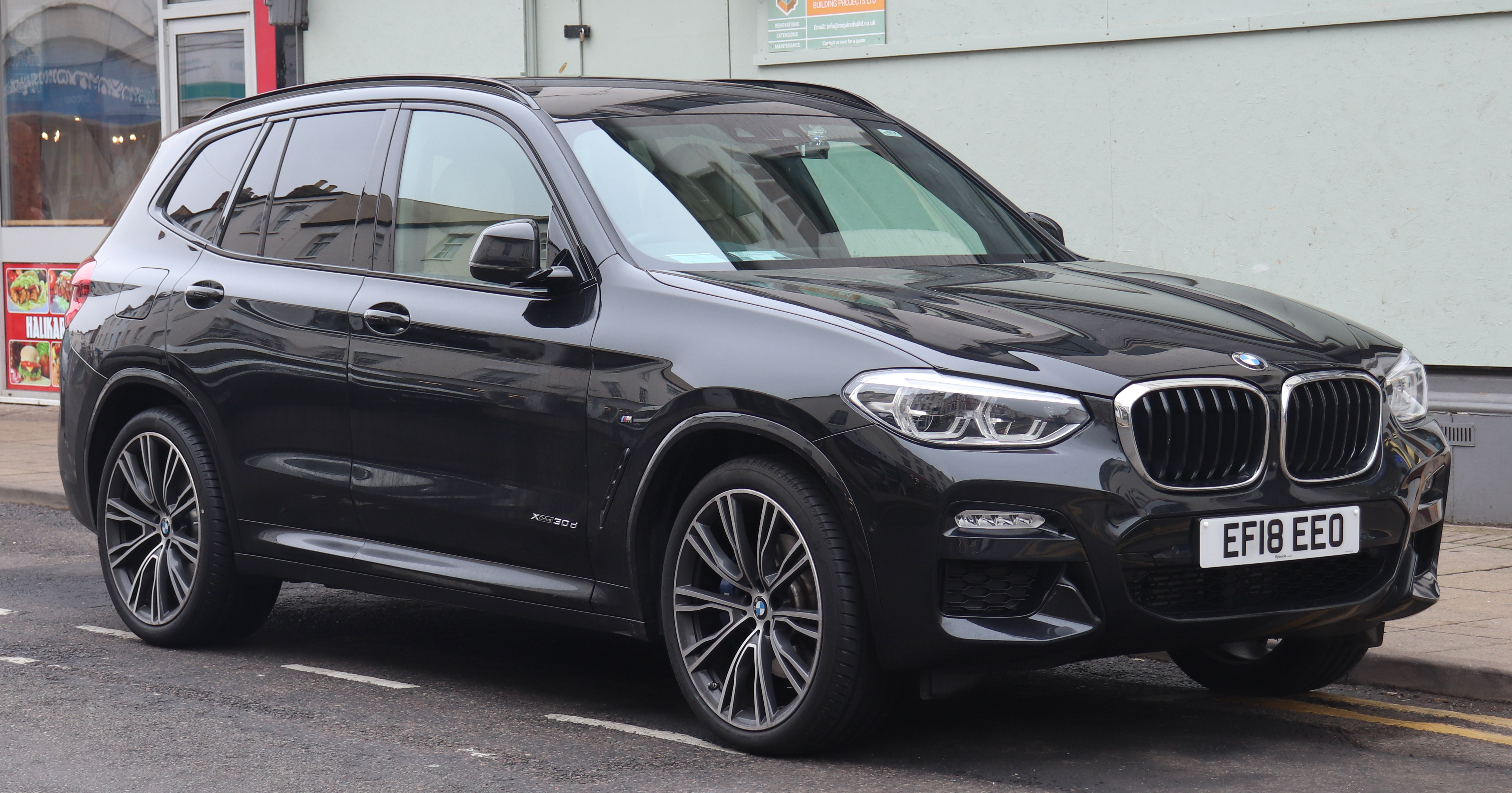
정측면

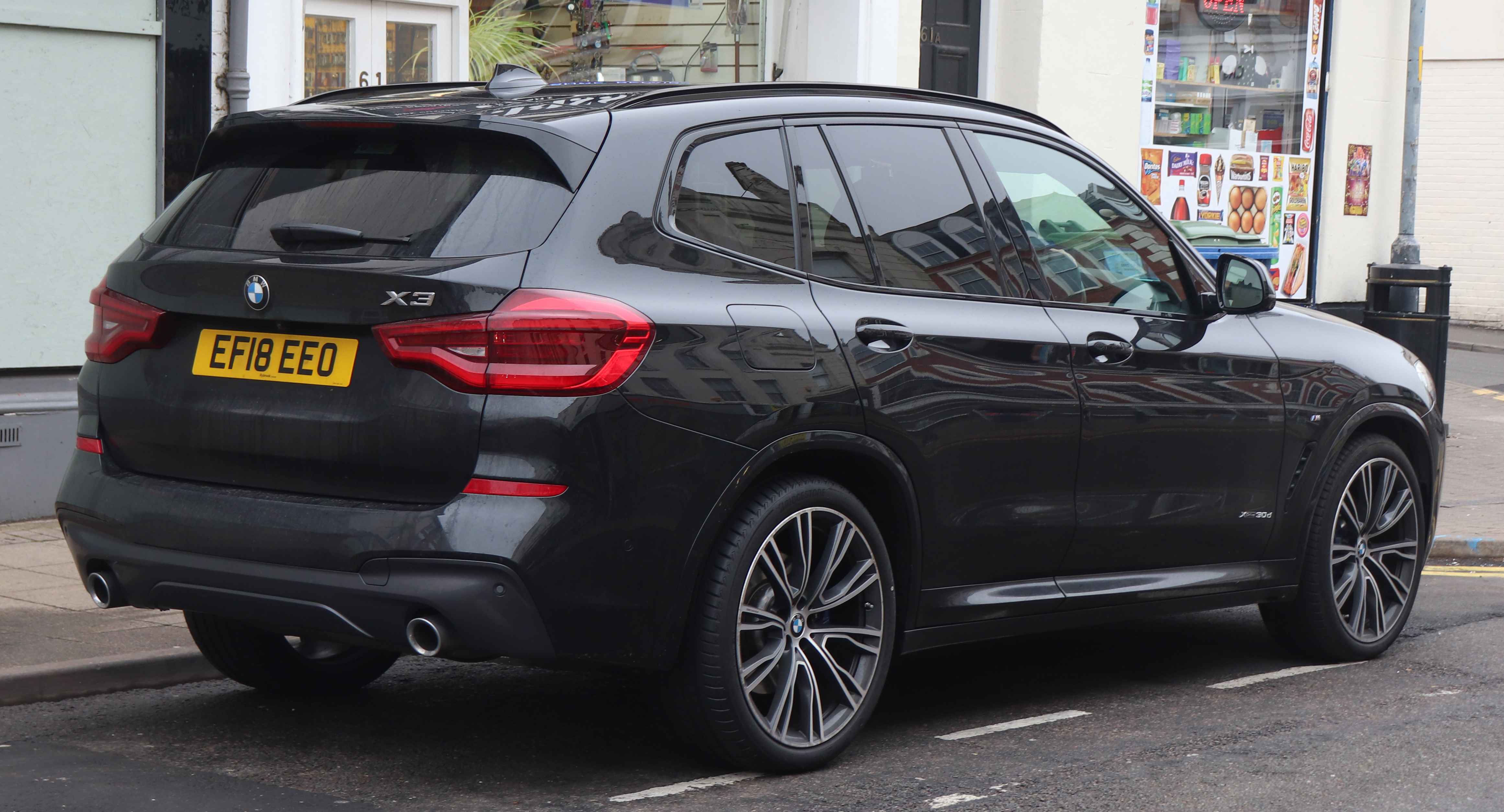
후측면

2017년 6월에 공개되었다. X3 최초로 플러그인 하이브리드가 추가되었다.

## 4세대(G45)
2024년 6월 공개되었다.